# VLS Veszprém
Veszprém FC – węgierski klub piłkarski z siedzibą w mieście Veszprém. W sezonie 2011/2012 klub uczestniczy w rozgrywkach Nemzeti Bajnokság II.

## Historia

### Chronologia nazw
Veszprémi Vasas VTC
- 1912: Veszprémi Torna Club
- 1920: MOVE-Veszprémi Torna Club
- 1920: Veszprémi Torna Club
- 1948: Veszprémi Vasas Torna Club
- 1949: Veszprémi Dolgozók Sport Köre
- 1950: Veszprémi Fémmunkás Torna Club
- 1951: Veszprémi Vasas Torna Club
- 1969: Bakony-Vasas Torna Club

Veszprémi Vegyész SC
- 1950: Nehézipari Lombik Sport Egyesület
- 1951: Veszprémi Haladás Sport Kör
- 1957: Veszprémi Egyetemi Atlétikai Club
- 1957: Veszprémi Haladás Sport Kör
- 1958: Veszprémi Haladás Petőfi Sport Club
- 1967: Veszprémi Vegyész Sport Club

Veszprém FC
- 1969: Bakony Vegyész TC (powstaje w wyniku połączenia Veszprémi Vasas VTC i Veszprémi Vegyész SC)
- 1985: Veszprémi SE
- 1990: Veszprém FC
- 1992: Veszprém LC
- 1993: Veszprém FC
- 1996: Veszprém FK
- 1998: Veszprém LC 2000
- 1999: Veszprém LC 2001
- 2006: Veszprém FC

### Powstanie klubu Veszprém FC
Klub powstał w 1969 roku, w wyniku połączenia dwóch klubów: Veszprémi Vegyész SC i Veszprémi Vasas VTC, których tradycję kontynuuje.

## Osiągnięcia
- W lidze (5 sezonów na 109) : 1988/89-1992/93